# Morske
Morske (en (ucraïnès): Морське, en rus: Морское, Morskoie) és un poble de la República Autònoma de Crimea, a Ucraïna, que el 2014 tenia 2.394 habitants. Pertany al districte de Sudak. Fins al 1945 la vila es deia Kapsikhor.